# Amakusanthura coppingeri
Amakusanthura coppingeri là một loài chân đều trong họ Anthuridae. Loài này được Barnard miêu tả khoa học năm 1925.